# Тшемушка
Тшемушка (пол. Trzemuszka) — село в Польщі, у гміні Котунь Седлецького повіту Мазовецького воєводства.
Населення — 167 осіб (2011).
У 1975—1998 роках село належало до Седлецького воєводства.

## Демографія
Демографічна структура станом на 31 березня 2011 року:
|          | Загалом | Допрацездатний вік | Працездатний вік | Постпрацездатний вік |
| -------- | ------- | ------------------ | ---------------- | -------------------- |
| Чоловіки | 83      | 15                 | 57               | 11                   |
| Жінки    | 84      | 16                 | 45               | 23                   |
| Разом    | 167     | 31                 | 102              | 34                   |